# Bartolomeo Borghesi
Bartolomeo Borghesi (Savignano, 1781 – San Marino, 1860) olasz régiségkereskedő, akinek kulcsszerepe volt a numizmatika tudományának létrehozásában.
Középkorú volt, mikor látása romlani kezdett, ezért kőfaragással és érmegyűjtéssel kezdett foglalkozni. Rómában több gyűjteményt kategorizált és állított össze. 1821-ben San Marinóba vonult vissza és ott halt meg 1860-ban.